# Giuseppe Porta
Giuseppe Porta, kaldet il Salviatino efter læreren Francesco Salviati, (født 1520 i Castelnuovo di Garfagnana, død 1575 i Venedig) var en italiensk maler og træskærer. 
Porta uddannedes i Rom, Firenze, Bologna og Venedig. Her virkede han atter i sin sidste levetid under Tiziansk indflydelse og skabte dekorative arbejder for Dogepaladset, Marcusbiblioteket, forskellige kirker; i Padova, hvortil han var knyttet 1541—52, udførte han i Palazzo Selvatico scener fra Johannes Døberens historie. Værker af Porta ses i Venedigs akademi, galleriet i Dresden (Kristus begrædt af engle, Den hellige Katharinas trolovelse), Stockholms Nationalmuseum (Danaë og guldregnen) m. v.